# روبرت ميريك
روبرت ميريك (بالإنجليزية: Robert Merrick)‏ هو متسابق يخت أمريكي، ولد في 18 يناير 1971 في نيويورك في الولايات المتحدة.

## وصلات خارجية
- روبرت ميريك على موقع أوليمبيديا (الإنجليزية)